# Hiroyuki Inagaki
Hiroyuki Inagaki (稲垣 博行, Inagaki Hiroyuki) est un footballeur japonais né le 24 avril 1970 dans la préfecture de Shizuoka au Japon.